# Решнівка (Тернопільський район)
Решні́вка — село в Україні, у Збаразькій міській громаді Тернопільського району Тернопільської області України. До Решнівки приєднано село Підлісці (Підраковеччина).
Населення — 388 осіб (2007).
Розташоване на берегах річки Самець.
Решнівка — один із центрів паломництва.

## Історія
Поблизу Решнівки виявлено археологічні пам'ятки трипільської і давньоруської культур.
Перша писемна згадка датується 1463 роком як село Ряшнівка — маєток князя Солтана Збаразького.
Під вівтарем старої дерев'яної церкви з 1759 року був знайдений монетний скарб 44 фунти і 9 лотів, де було 38 червінців; голландських, польських, шведських, флорентійський, угорських, чеських, австрійських і трансильванських, а також срібні монети з 17-18 ст.
В часи Російської імперії входило до Зарудненської волості Кременецького повіту Волинської губернії. В церковному архіві в 19 століття переховувалася згадка Стефана Барановського про «грамоту» греко-католицького єпископа Льва Шептицького. Наприкінці 19 століття у селі було 115 домів і 808 жителів, з 1880 року діяла церковно-парафіяльна школа.
За переписом 1911 року в селі було 1160 жителів, 1 крамниця, ґуральня, яка виробляла 25,473 відер горілки щорічно. Також була окрема горілчана державна крамниця.
1 жовтня 1933 року утворено ґміну Колодне Кременецького повіту і село включено до неї.
З вересня 2015 року і до червня 2020 року Решнівка входила у склад Колодненської сільської громади.
12 червня 2020 року, відповідно до Розпорядження Кабінету Міністрів України від  № 724-р «Про визначення адміністративних центрів та затвердження територій територіальних громад Тернопільської області», село увійшло до складу Збаразької міської громади.
19 липня 2020 року, в результаті адміністративно-територіальної реформи та ліквідації Збаразького району, село увійшло до складу новоутвореного Тернопільського району.

## Пам'ятки
Зберігся так званий «козацький цвинтар». Є церква Преображення Господнього (1879, кам'яна із чудотворною іконою Матері Божої «Всіх сумуючих радість»; під церквою збереглася печера, де, за переказами, жили монахи), «фігура».
Споруджено пам'ятник воїнам-односельцям, полеглим у німецько-радянській війні (1973), насипана символічна могилу Борцям за волю України (1990-ті).

## Соціальна сфера
Працюють загальноосвітня школа І-ІІ ступенів, клуб, бібліотека, ФАП, 2 магазини.

## Галерея

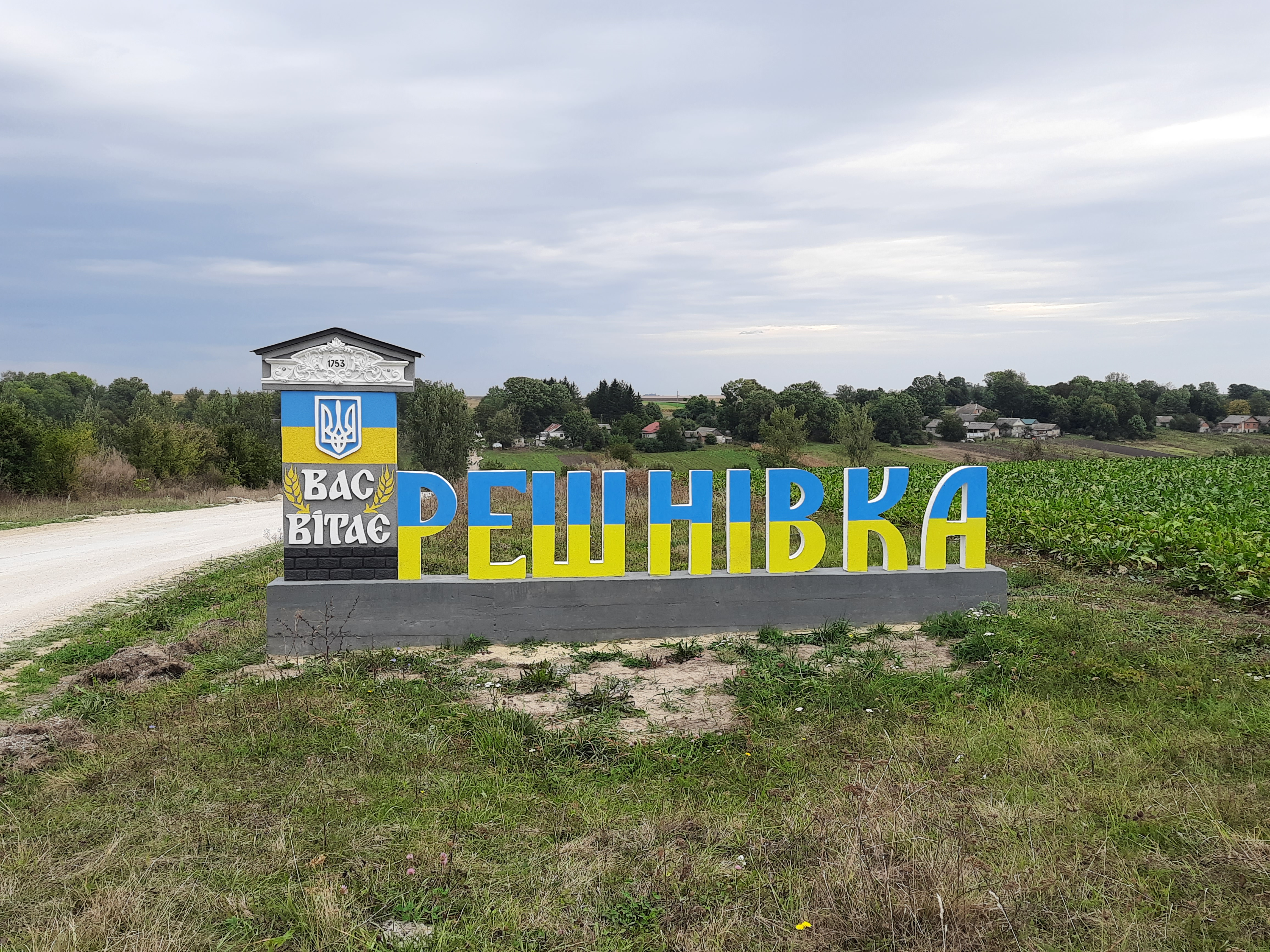
Знак при в'їзді в село
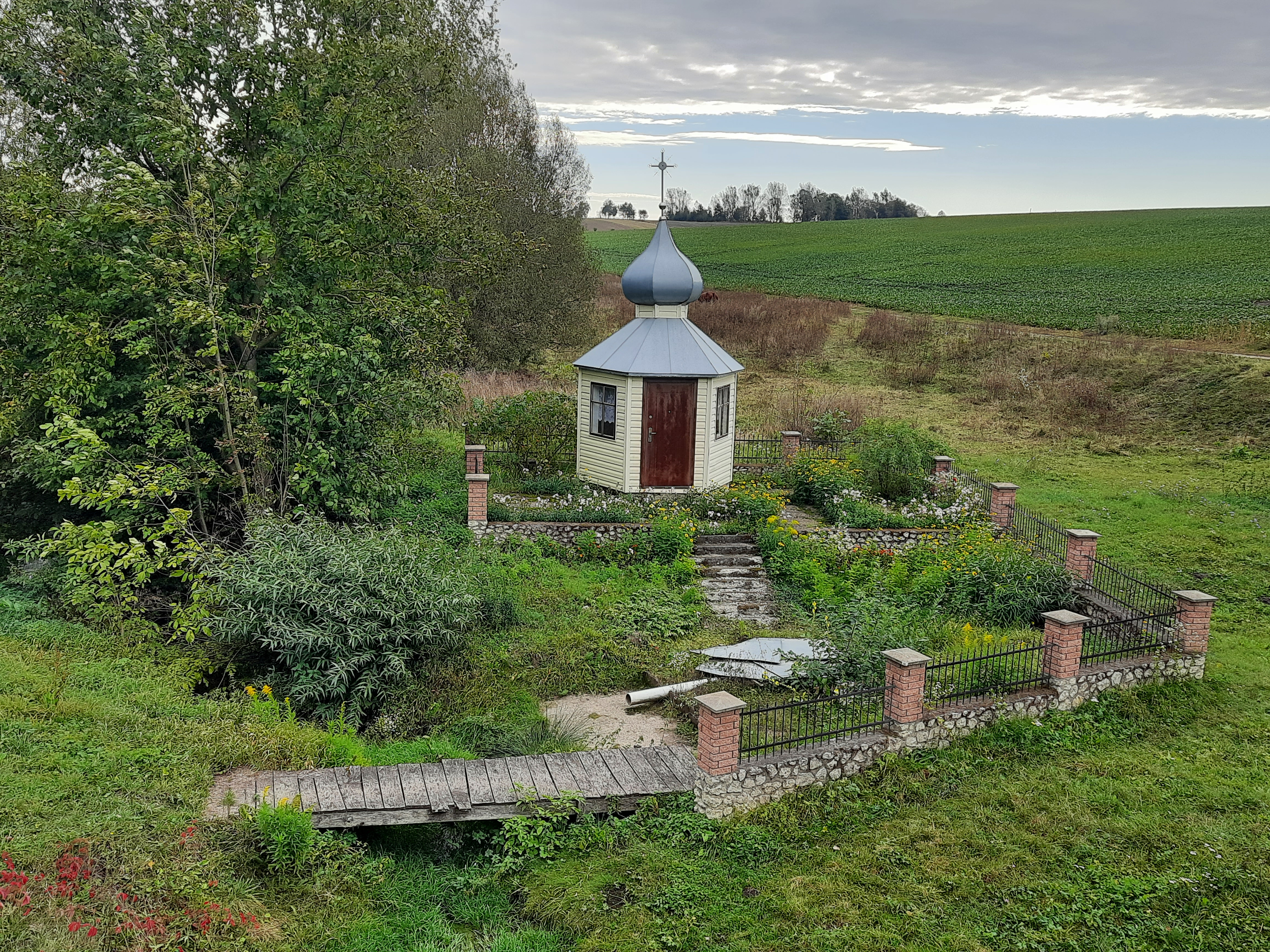
Капличка
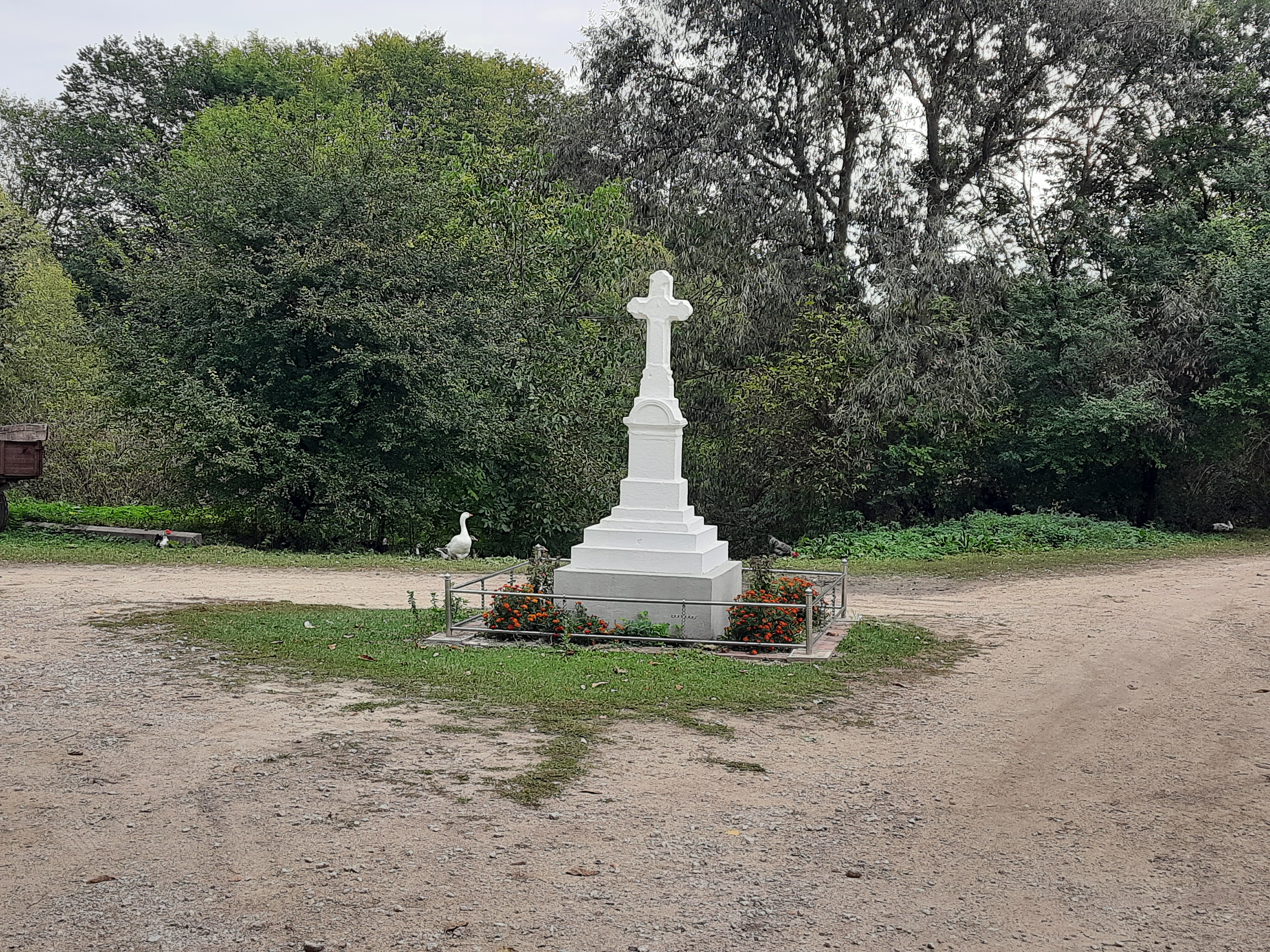
Пам'ятний хрест
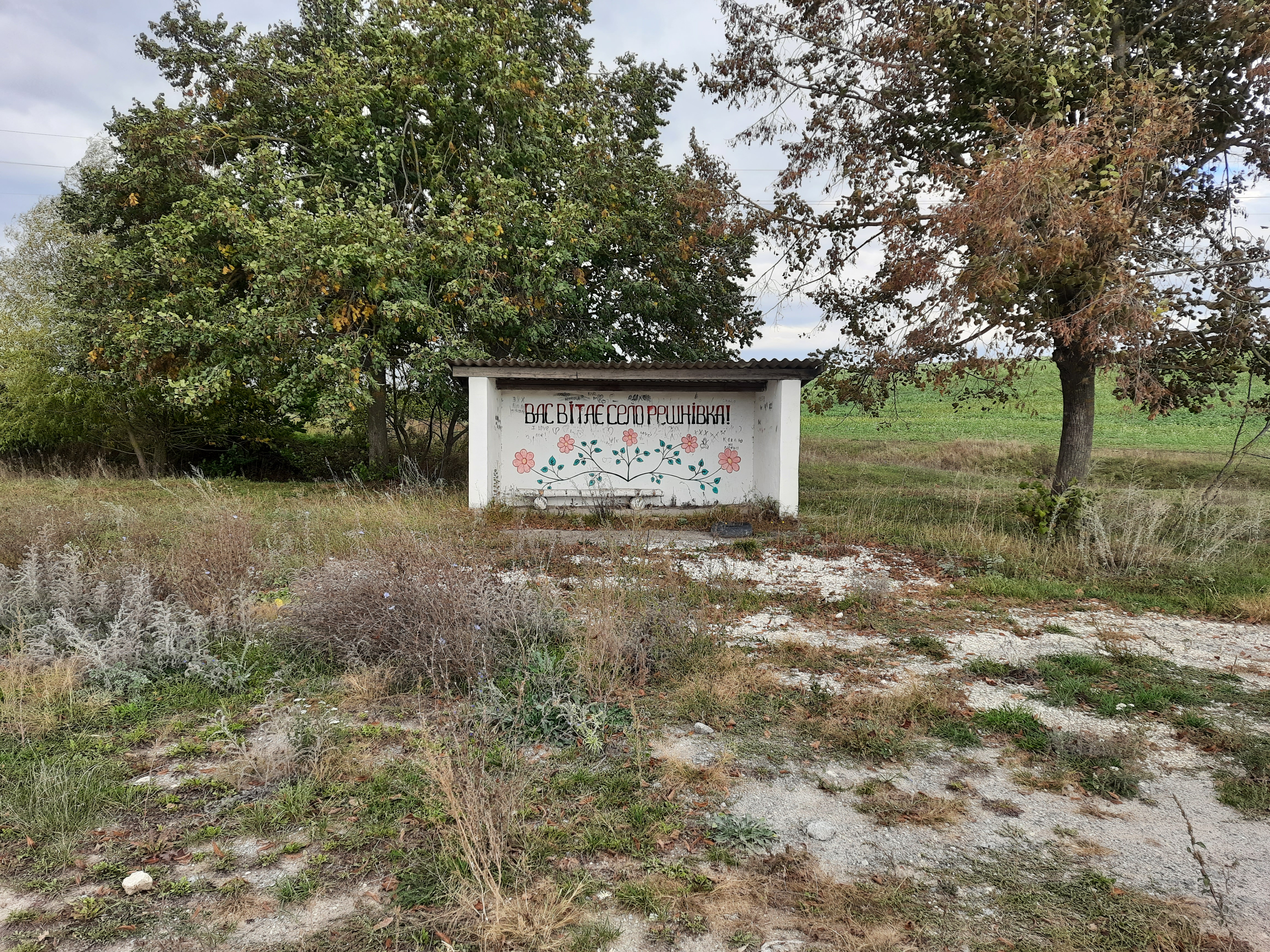
Автобусна зупинка
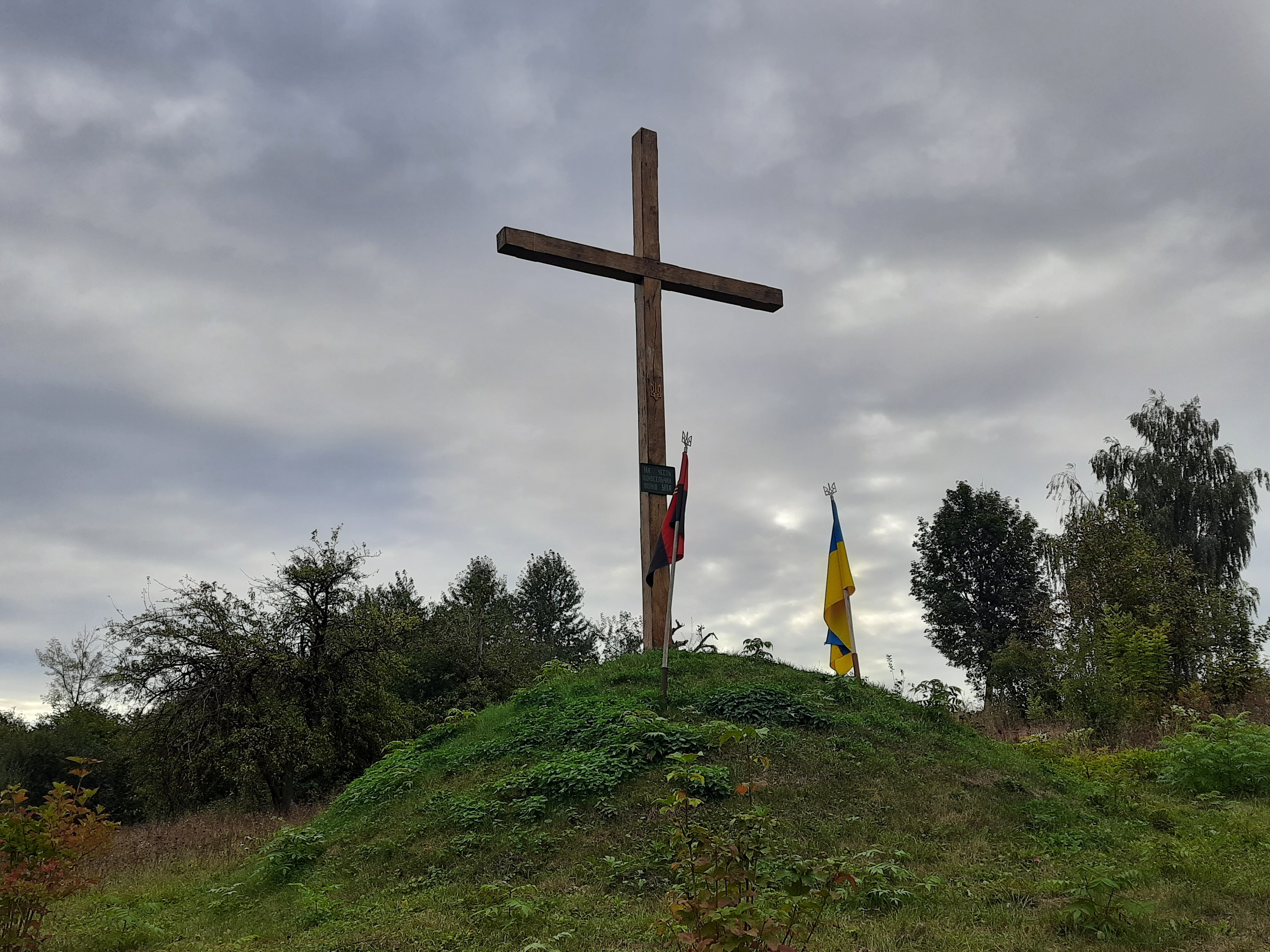
Символічна могила Борцям за волю України